# گورستان صوفی محمد
قبرستان صوفی محمد مربوط به دوران پیش از تاریخ ایران باستان تا دوران‌های تاریخی پس از اسلام است و در شهرستان گنبد کاووس، روستای قزاقلی واقع شده و این اثر در تاریخ ۱۰ خرداد ۱۳۸۲ با شمارهٔ ثبت ۸۸۵۸ به‌عنوان یکی از آثار ملی ایران به ثبت رسیده است.